# ザ・ストーン・ローゼズ (アルバム)
ザ・ストーン・ローゼズ（The Stone Roses）はイギリスのロックバンド、ザ・ストーン・ローゼズのデビューアルバム。
1989年5月にシルヴァートーンからリリースされ、イギリスインディーチャート初登場2位、1990年にはナショナルチャートで19位を記録した。ニュー・ミュージカル・エクスプレス（NME）誌が史上最高のアルバムと絶賛し、オアシスを始めとする後のブリットポップ、オルタナティヴ・ロックバンドが揃って影響を受けたと語るアルバムである。2006年1月26日にNME誌が発表した「古今最高の英国アルバム（Best British album of all time revealed）」では1位。同年6月2日に同誌が発表した「古今最高のアルバム（Best album of all time revealed）」では7位。
米国発の世界最大の音楽コミュニティサイトである「Rate Your Music」の歴代ベストアルバムランキング(ユーザーによる投票)では200位。
『ローリング・ストーン誌が選ぶオールタイム・ベストアルバム500』に於いて、319位にランクイン。

オリコン初版最高94位、20周年エディション版最高82位

## 概要
作詞・作曲はイアン・ブラウンとジョン・スクワイアによる共作でプロデューサーはジョン・レッキー、エンジニアはポール・シュレーダーが務めている。イアン・ブラウンによる浮遊感のあるヴォーカルとジョン・スクワイアのエフェクターを多用しアルペジオなどを取り入れたギタープレイ、マニのベースとレニのドラムスによるリズムセクションは、マッドチェスターと呼ばれるトリップを表したようなサウンドが特徴である。

## 制作過程
制作は1988年の後半にロンドンのバッテリー・スタジオ及びコンク・スタジオで55日間にわたり制作された。バッテリー・スタジオでは「アイ・ウォナ・ビー・アドアード」、「シー・バンクス・ザ・ドラムス」、「ウォーターフォール」「メイド・オブ・ストーン」。コンク・スタジオでは「バイ・バイ・バッドマン」、「シュート・ユー・ダウン」、「アイ・アム・ザ・レゼレクション」、「ディス・イズ・ザ・ワン」等を録音した。ミックスダウンはウェールズのロック・フィールド・スタジオで行われた。
使用機材はジョン・レッキーによるとジョンはフェンダー・ストラトキャスターやスタジオにあったアコースティックギター、エレキギターまたレンタルしたギターも使っていた、マニはリッケンバッカーのベース、レニは寄せ集めのドラムセットを使っていたという。ジョン・スクワイアはグレッチのカントリージェントルマンをライブで使用していたが、ジョン・レッキーにレコーディングにはカントリージェントルマンだと音がこもってしまうため別のギターを使うように言われ、1960年代のピンク色のストラトキャスターをレンタルしたという。
イアン・ブラウンのヴォーカルはマニ曰く「あのアルバムの独特のムードは、メッセージを伝える事ができる素晴らしいリリシストがいる事だね。そう思わないかい？音楽が人に間違った安心感を与え得るものなら、歌詞がそれをすべて変える事ができる。その点、イアンの歌詞は完璧さ。大した奴だよ！晩飯に何を食べてたかなんてごく普通の事で歌詞が書ける奴なんて、そう簡単には見つからない。イアンは過去の話や自分の感じた事を書ける。あいつは深く考えて、深く感じて、自分の精神的な部分に向き合う事ができる。あの声も大好きだね。魂からわき出てくるんだ。偉大な才能ってのは教える事ができなくて、感じるしかないものなんだけど、イアンにはそれがある。もちろん今もね！」と評価している。

## アートワーク
アートワークにはジョン・スクワイアが手掛けたジャクソン・ポロック風の通称“バイ・バイ・バッドマン”と呼ばれることもあるデザインで、ラフにペイントされた三色旗やバンド名をもしたタイトルにレモンを加えたものである。
ジョン・スクワイアはアートワークについて「あのレモンは絵の一部じゃなく、本物のレモンを使った。うまくいったのは、カメラマンが下向きカメラを持ってなくて、壁をバックに撮った写真だからだよ。『バイ・バイ・バッドマン』の歌詞、つまり1968年5月に暴動を起こしたパリの学生たちの歌にリンクしたと思う。僕とイアンはそのドキュメンタリーを観て、まず洋服が気に入ったね。石を投げてる男が出て来るんだけど、すごく良いジャケットとデザートブーツだった。学生たちは催涙ガスの効果を弱めるためにレモンをしぼるんだけど、そんな感じで、あそこに三色旗が出て来るんだ。ジャケットの緑色はアイルランドのジャイアンツ・コーズウェイの川にインスピレーションを受けた。そこは僕たちがコレライン大学のライブの前に行った場所なんだけどね。」と語っている。

## 評価
先述のNMEといったメディアやミュージシャン、ジャーナリストたちはこのアルバムを揃って絶賛している。
- クリエイション・レコーズの創始者アラン・マッギーは「『アイ・アム・ザ・レザレクション』よりクールなブレイクダウンなんて絶対に見つからないね。ローリング・ストーンズの『モンキー・マン』も越えてるよ。マニとレニは、最高のリズムセクションなんだ。イアンは「レニのドラムは金払ってでも見る」って言ってたけど全く同感だね。ジョンもすごいしマニもすごい。そしてイアンは、オーディエンスとバンドをつなぐ最高のコミュニケーターだ。イアンはたくさんのものを生み出したし“マンチェスター人”も発明したね。でも僕にとってはレニが一番だ。あのバンドの中でも最高のミュージシャンだよ。」

- 音楽ジャーナリストのジョン・サヴェイジは「ファーストアルバムは最高だよね。ジョン・レッキーは最高のタイミングで仕事をしたと思う。正直に言えば、このアルバムの素晴らしい点は時代をつかんでる事だと思う。ベルリンの壁が壊され、冷戦が終わって…っていう大変な楽観主義なポップカルチャー的な時代をとらえてるんだよ。80年代は気が滅入る時代で、このアルバムは80年代の終わりを宣言してるんだ。」

- ベーシストのマニは「自分でDJする時はやっぱりかけるからね。個人的な楽しみで今でも聴き返すし。バンドをやってる奴って過去を振り返って聴き返す事が嫌いな事のほうが多いけど、これって変かな？だけど、今聴いても最高だからさ。スタイルも全然時代遅れになってないし。まだ抜群だし、今でも最先端だよ。20年経ってもまだたくさんの人が興味を持ってくれるし、このアルバムは“通過儀礼”になってるんじゃないかな。ほら、昔で言うピンク・フロイドの「ダークサイド・オブ・ザ・ムーン」（邦題は狂気）みたいな感じで、今はローゼズなんだよ。誰の人生にも通過儀礼的なアルバムってのが間違いなくあって、今の俺たちはそのリストにいる。それにしても、俺達一体どうやってあんなすごい作品を作れたんだろうな？」と自らのアルバムを語っている。

- プロデュースを担当したジョン・レッキーは「いまだに自分のやった仕事の中でベストの1つだと思ってるよ。聴くと今でも楽しめるし、すごく良い気分になれるから。本当によくまとまってるって感心するよ。あれは曲の寄せ集めなんかじゃなくて、結集したアルバムって感じなんだ。欠点がないし、音楽的にも深いって言うか、あんなに音楽的な作品も珍しい。何より“音楽”“メロディ”“演奏”あらゆるものが全部そろってる。デモテープを引っ張り出して聴いても、そうなんだ。僕の力じゃない。本当に名曲なんだよ。『シュート・ユー・ダウン』にせよ『バイ・バイ・バッドマン』にせよ本当にいい曲だよ。」

- インスパイラル・カーペッツのクリント・ブーン「すごく美しいし、ローゼズというバンドがどういうバンドなのかを完璧に表してた。サイケデリックな鋭さとメロディ、つまりローゼズらしさのほとんどがあるんだ。」「『エリザベス・マイ・ディア』と『アイ・アム・ザ・レザレクション』との間にある極端さには驚かされるよ。サイケ時代の反動だし、俺にはもってこいだ。俺たちはローゼズとともに歴史が作られるのを見てたんだ。例えばレニのドラマーとしてのアプローチとかね。それぞれの要素をかいつまんでみるだけでも歴史になりそうだよ。まあ、当時はそんな事には気づいてなかったけどね。」

- ノエル・ギャラガーは「あのアルバムは明らかに当時の最高作だった。俺を含めバンドをやってる奴全員が2枚しかアルバムを作ってないとして、そのうちの1枚があのデビュー作だったら、俺はそれで大喜びだね。音楽はタイミングがすべてで、ローゼズのアルバムはしかるべき時代のしかるべき年のしかるべく日に世に出た。信じられないタイミングだ。音楽の聴こえ方の話だよ。あのアルバムはすごく完成されてて、ローゼズというバンドを正確に伝えてる。レトロではあったけど金はかかってる。あんなアルバムが明日の朝にでも作れりゃ良いけどさ。」

- マニと同じくイアン・ブラウンも2009年に「あの無駄のなさは感動的だね。演奏もすごくタイトで良い。それぞれのパートがあって、でも一つの流れのようでもあって。演奏に関しては最高だよ。ドラムはどの曲でも最高で、みんな魅了されるね。レニは天才だよ。俺たちが解散した後も続ければ良かったのに。ジーン・クルーパにでもバディ・リッチにでもなれたはずだ。ドラムセットを組めば今でもアポロ劇場をいっぱいにできるよ。」と語っている。

## 収録曲
- 全曲、イアン・ブラウンとジョン・スクワイアによる作詞・作曲

### 1989年UK盤
1. アイ・ウォナ・ビー・アドアード - I Wanna Be Adored
2. シー・バンクス・ザ・ドラムス - She Bangs The Drums
3. ウォーターフォール - Waterfall
4. ドント・ストップ - Don't Stop
5. バイ・バイ・バッドマン - Bye Bye Badman
6. エリザベス・マイ・ディア - Elizabeth My Dear
7. (ソング・フォー・マイ)シュガー・スパン・シスター - (Song For My) Sugar Spun Sister
8. メイド・オブ・ストーン - Made Of Stone
9. シュート・ユー・ダウン - Shoot You Down
10. ディス・イズ・ザ・ワン - This Is The One
11. アイ・アム・ザ・レザレクション - I Am The Resurrection

### 1989年US盤
1. アイ・ウォナ・ビー・アドアード - I Wanna Be Adored
2. シー・バンクス・ザ・ドラムス - She Bangs The Drums
3. エレファント・ストーン（UK single version） - Elephant Stone
4. ウォーターフォール - Waterfall
5. ドント・ストップ - Don't Stop
6. バイ・バイ・バッドマン - Bye Bye Badman
7. エリザベス・マイ・ディア - Elizabeth My Dear
8. (ソング・フォー・マイ)シュガー・スパン・シスター - (Song For My) Sugar Spun Sister
9. メイド・オブ・ストーン - Made Of Stone
10. シュート・ユー・ダウン - Shoot You Down
11. ディス・イズ・ザ・ワン - This Is The One
12. アイ・アム・ザ・レザレクション - I Am The Resurrection

### 1989年US再発盤
1. アイ・ウォナ・ビー・アドアード - I Wanna Be Adored
2. シー・バンクス・ザ・ドラムス - She Bangs The Drums
3. エレファント・ストーン（UK single version） - Elephant Stone (UK single version)
4. ウォーターフォール - Waterfall
5. ドント・ストップ - Don't Stop
6. バイ・バイ・バッドマン - Bye Bye Badman
7. エリザベス・マイ・ディア - Elizabeth My Dear
8. (ソング・フォー・マイ)シュガー・スパン・シスター - (Song For My) Sugar Spun Sister
9. メイド・オブ・ストーン - Made Of Stone
10. シュート・ユー・ダウン - Shoot You Down
11. ディス・イズ・ザ・ワン - This Is The One
12. アイ・アム・ザ・レザレクション - I Am The Resurrection
13. フールズ・ゴールド（UK single version） - Fools Gold (UK single version)

### 1991年UK再発盤
1. アイ・ウォナ・ビー・アドアード - I Wanna Be Adored
2. シー・バンクス・ザ・ドラムス - She Bangs The Drums
3. ウォーターフォール - Waterfall
4. ドント・ストップ - Don't Stop
5. バイ・バイ・バッドマン - Bye Bye Badman
6. エレファント・ストーン - Elephant Stone
7. エリザベス・マイ・ディア - Elizabeth My Dear
8. (ソング・フォー・マイ)シュガー・スパン・シスター - (Song For My) Sugar Spun Sister
9. メイド・オブ・ストーン - Made Of Stone
10. シュート・ユー・ダウン - Shoot You Down
11. ディス・イズ・ザ・ワン - This Is The One
12. アイ・アム・ザ・レザレクション - I Am The Resurrection
13. フールズ・ゴールド（UK single version） - Fools Gold (UK single version)

### 10周年記念盤
Disc1
1. アイ・ウォナ・ビー・アドアード - I Wanna Be Adored
2. シー・バンクス・ザ・ドラムス - She Bangs The Drums
3. ウォーターフォール - Waterfall
4. ドント・ストップ - Don't Stop
5. バイ・バイ・バッドマン - Bye Bye Badman
6. エリザベス・マイ・ディア - Elizabeth My Dear
7. (ソング・フォー・マイ)シュガー・スパン・シスター - (Song For My) Sugar Spun Sister
8. メイド・オブ・ストーン - Made Of Stone
9. シュート・ユー・ダウン - Shoot You Down
10. ディス・イズ・ザ・ワン - This Is The One
11. アイ・アム・ザ・レザレクション - I Am The Resurrection

Disc2
1. フールズ・ゴールド - Fools Gold
2. ホワット・ザ・ワールド・イズ・ウェイティング・フォー - What The World Is Waiting For
3. エレファント・ストーン - Elephant Stone
4. ウェア・エンジェルズ・プレイ - Where Angels Play

### 1999年10周年記念日本盤
- cutting edgeからのリリース。

Disc1
1. アイ・ウォナ・ビー・アドアード - I Wanna Be Adored
2. シー・バンクス・ザ・ドラムス - She Bangs The Drums
3. ウォーターフォール - Waterfall
4. ドント・ストップ - Don't Stop
5. バイ・バイ・バッドマン - Bye Bye Badman
6. エリザベス・マイ・ディア - Elizabeth My Dear
7. (ソング・フォー・マイ)シュガー・スパン・シスター - (Song For My) Sugar Spun Sister
8. メイド・オブ・ストーン - Made Of Stone
9. シュート・ユー・ダウン - Shoot You Down
10. ディス・イズ・ザ・ワン - This Is The One
11. アイ・アム・ザ・レザレクション - I Am The Resurrection
12. フールズ・ゴールド（ザ・トール・ポール・リミックス） - Fools Gold (The Tall Paul Remix)
13. フールズ・ゴールド（クリックルウッド・ボールルーム・ミックス） - Fools Gold (Cricklewood Ballroom Mix)

Disc2
1. フールズ・ゴールド - Fools Gold
2. ホワット・ザ・ワールド・イズ・ウェイティング・フォー - What The World Is Waiting For
3. エレファント・ストーン - Elephant Stone
4. ウェア・エンジェルズ・プレイ - Where Angels Play

### 20周年記念盤
Disc1
1. アイ・ウォナ・ビー・アドアード - I Wanna Be Adored
2. シー・バンクス・ザ・ドラムス - She Bangs The Drums
3. ウォーターフォール - Waterfall
4. ドント・ストップ - Don't Stop
5. バイ・バイ・バッドマン - Bye Bye Badman
6. エリザベス・マイ・ディア - Elizabeth My Dear
7. (ソング・フォー・マイ)シュガー・スパン・シスター - (Song For My) Sugar Spun Sister
8. メイド・オブ・ストーン - Made Of Stone
9. シュート・ユー・ダウン - Shoot You Down
10. ディス・イズ・ザ・ワン - This Is The One
11. アイ・アム・ザ・レザレクション - I Am The Resurrection
12. フールズ・ゴールド（UK single version） - Fools Gold (UK single version)

Disc2 (Demo盤)
1. アイ・ウォナ・ビー・アドアード - I Wanna Be Adored
2. シー・バンクス・ザ・ドラムス - She Bangs The Drums
3. ウォーターフォール - Waterfall
4. ドント・ストップ - Don't Stop
5. バイ・バイ・バッドマン - Bye Bye Badman
6. (ソング・フォー・マイ)シュガー・スパン・シスター - (Song For My) Sugar Spun Sister
7. シュート・ユー・ダウン - Shoot You Down
8. ディス・イズ・ザ・ワン - This Is The One
9. アイ・アム・ザ・レザレクション - I Am The Resurrection
10. エレファント・ストーン - Elephant Stone
11. ゴーイング・ダウン - Going Down
12. マージ―・パラダイス - Mersey Paradise
13. ウェア・エンジェルズ・プレイ - Where Angels Play
14. サムシングス・バーニング - Something's Burning
15. ワン・ラブ - One Love
16. パール・バスタード - Pearl Bastard

DVD Disc1 (Blackpool Empress Ballroom Live)
1. アイ・ウォナ・ビー・アドアード - I Wanna Be Adored
2. エレファント・ストーン - Elephant Stone
3. ウォーターフォール - Waterfall
4. (ソング・フォー・マイ)シュガー・スパン・シスター - (Song For My) Sugar Spun Sister
5. メイド・オブ・ストーン - Made Of Stone
6. シー・バンクス・ザ・ドラムス - She Bangs The Drums
7. ウェア・エンジェルズ・プレイ - Where Angels Play
8. ゴーイング・ダウン - Going Down
9. マージ―・パラダイス - Mersey Paradise
10. アイ・アム・ザ・レザレクション - I Am The Resurrection

DVD Disc2 (Music Videos)
1. ウォーターフォール - Waterfall
2. フールズ・ゴールド - Fools Gold
3. アイ・ウォナ・ビー・アドアード - I Wanna Be Adored
4. ワン・ラブ - One Love
5. シー・バンクス・ザ・ドラムス - She Bangs The Drums
6. スタンディング・ヒア - Standing Here

## 参加メンバー
- イアン・ブラウン(Ian Brown) - Vocals
- ジョン・スクワイア(John Squire) - Guitar
- マニ(Mani) - Bass
- レニ(Reni) - Drums, Backing Vocals